# Хирево
Хѝрево е село в Северна България, община Севлиево, област Габрово.

## География
Село Хирево се намира на около 10 km запад-югозападно от град Севлиево, 30 km запад-северозападно от центъра на град Габрово и 28 km югоизточно от град Ловеч. Разположено е в Предбалкана, в южното подножие на Микренските височини. На около 3 km южно тече река Видима. Южно от селото има микроязовири
Общинският път GAB1164, минаващ през Хирево, води на изток към връзка с третокласния републикански път III-404 (Севлиево – Дебнево) и на запад през село Дамяново – към връзка с третокласния републикански път III-3505. Общинският път GAB3164 свързва югозападния край на селото също с път III-404.
Населението на село Хирево, наброявало 867 души при преброяването към 1934 г., намалява до 356 към 1985 г. и до 135 (по текущата демографска статистика за населението) – към 2019 г.
При преброяването на населението към 1 февруари 2011 г., от обща численост 166 лица, за 149 лица е посочена принадлежност към „българска“ етническа група, за 13 – към „турска“, за 3 – към ромска и за едно не е даден отговор.

## История

### Училище
Училището в село Хирево е открито през 1890 г. като начално училище с една паралелка и четири слети класа. В началото не е имало училищна сграда, а учениците са се учили в частна къща, която общината е наемала всяка година. През 1894 г. е построена училищна сграда с четири класни стаи, но още през същата година това училище е изгоряло. Обучението е продължило отново в частни къщи до построяването на училище в 1906 г., в което обучението е продължило до 1922 г., когато на мястото на джамията се построява нова училищна сграда. От 1923 г. с откриването на прогимназиални класове училището става основно до 1959 г. (1961 г.), когато поради липса на ученици прогимназиалният курс е закрит и училището става начално, а учениците преминават към основното училище в село Сенник. От 1 септември 1973 г. училището се закрива и всички ученици учат в училището в Сенник.

### Църква
Освобождението заварва Хирево като предимно мюсюлманско село. Заселилите се в него българи до 1894 г. се черкуват в околните села Душево, Чадърлий, Дамяново, Градница. През 1895 г., в центъра на селото, на мястото на изгорялото училище, е завършен строежът на църквата „Свети Безсребърници Козма и Дамян“, която през същата година е осветена от Търновския митрополит Климент.

### Читалище
Народното читалище „Светлина“ в Хирево е основано на 10 януари 1910 г. В периода на войните 1913 – 1918 г. дейността на читалището замира. През 1925 г. се прави опит да се възстанови читалището, но поради липса на средства и помещения опитът се проваля. Едва през 1928 г., когато се осигурява материална база за читалището, то официално е възобновено с 32 членове. След 1968 г. има отлив от читалищната дейност главно поради миграцията на младите хора към града.

### Потребителна кооперация
Още преди 1910 г. в Хирево е основано дружество „Зора“, което набавя за общо ползване земеделски инвентар, доставя овощен посадъчен материал, семена, запознава населението с нововъведенията в земеделието, снабдява се с няколко парцела земя, която подготвя за маточник за производство на подложки за облагородени лози. В периода на войните 1913 – 1918 г. дейността на дружеството замира, архивът му се изгубва, а името му се запазва в спомените на по-възрастните хора. Земята и инвентарът се наследяват от потребителната кооперация „Спасение“, която се явява като наследник на дружество „Зора“. Потребителната кооперация „Спасение“, село Хирево, се основава на 14 декември 1919 г. от 14 човека, като кредитно учреждение по подобие на кооперациите тип „Райфайзен“, под наименованието „Хиревско земеделско спестовно заемно сдружение“. Поради големите трудности, свързани с липсата на опитни ръководители и дейността на появилите се в селото лихвари и търговци, дружеството скоро се поставя в невъзможност да работи и след като три години подред взема решения да възстанови дейността си, фактически тя спира напълно. Дейността постепенно се възстановява от началото на 1929 г., когато настъпва световната икономическа криза. През 1931 г. се изменя уставът на дружеството и то се преименува на Кредитна кооперация „Спасение“. Дейността се активизира и разширява; през 1942 г. кооперацията започва работа по електрифицирането на селото и от август 1944 г. то е електрифицирано. През периода 1948 – 1952 г. кооперацията има наименование Всестранна кооперация „Спасение“, през 1952 – 1958 г. – Селкооп „Спасение“ и през 1958 – 1980 г. – Потребителна кооперация „Спасение“. От 1980 г. Потребителна кооперация „Спасение“ – село Хирево е включена в Районната потребителна кооперация със седалище село Градница като неин клон, а от 1988 г. преминава към Районната потребителна кооперация „Наркооп“ – Севлиево.

### ТКЗС
Трудово кооперативно земеделско стопанство в село Хирево се основава на 1 февруари 1951 г. На 1 януари 1959 г. ТКЗС в селата Хирево, Сенник, Дамяново, Бериево, Градница, Млечево, Столът и Душево се обединяват в едно стопанство и тези осем стопанства образуват Обединено трудово кооперативно земеделско стопанство (ОТКЗС) „Владимир Илич Ленин“ – село Сенник. От 1 май 1978 г. стопанството в с. Хирево преминава към Аграрно-промишлен комплекс (АПК) – с. Градница и до 1989 г. поради промени в организацията има различни наименования като подразделение на АПК. От ноември 1989 г. по решение на учредително събрание на стопанството се взема решение да се изгради Колективно земеделско стопанство (КЗС), като с това се прекратява членството на стопанството в АПК – село Градница. През март 1990 г. общото събрание на стопанството взема решение, считано от 1 април 1990 г. стопанството да се преименува в Трудово кооперативно земеделско стопанство – с. Хирево. С решение на Габровския окръжен съд (Д.в. бр. 86 от 23.10.1992 г.) на законово основание ТКЗС – с. Хирево се прекратява и обявява в ликвидация и се определя ликвидационен съвет. През 1995 г. по разпоредби в ЗСПЗЗ дейността на ликвидационните съвети е прекратена и стопанството е заличено от регистъра на окръжния съд.

## Население
Преброяване на населението през 2011 г.
Численост и дял на етническите групи според преброяването на населението през 2011 г.:
|                     | Численост | Дял (в %) |
| Общо                | 166       | 100,00    |
| Българи             | 149       | 89,75     |
| Турци               | 13        | 7,83      |
| Цигани              | 3         | 1,80      |
| Други               | 0         | 0,00      |
| Не се самоопределят | 0         | 0,00      |
| Неотговорили        | 1         | 0,60      |

## Обществени институции
Село Хирево към февруари 2021 г. е център на кметство Хирево.
В село Хирево към 2021 г. има:
- действащо читалище „Светлина – 1910“;[20][21]
- православна църква „Свети свети безсребреници Козма и Дамян“;[22]
- пощенска станция;[23]
- пенсионерски клуб (Културен клуб на пенсионера).[24]

## Редовни събития
- 14 ноември – събор на селото
- Празник на хиревската криеница провеждан последната събота на м септември.

## Личности
- Пенчо Кулеков (1924 – 2017), български художник – илюстратор, роден в Хирево.
- Иван Кулеков – български писател, роден през 1951 г. в Хирево.